# Paravur
Paravur là một thành phố và khu đô thị của quận Ernakulam thuộc bang Kerala, Ấn Độ.

## Địa lý
Paravur có vị trí 8°47′B 76°42′Đ / 8,78°B 76,7°Đ Nó có độ cao trung bình là 10 mét (32 feet).

## Nhân khẩu
Theo điều tra dân số năm 2001 của Ấn Độ, Paravur có dân số 30.056 người. Phái nam chiếm 48% tổng số dân và phái nữ chiếm 52%. Paravur có tỷ lệ 84% biết đọc biết viết, cao hơn tỷ lệ trung bình toàn quốc là 59,5%: tỷ lệ cho phái nam là 86%, và tỷ lệ cho phái nữ là 84%. Tại Paravur, 10% dân số nhỏ hơn 6 tuổi.